# Jules Noël (peintre)
Pour les articles homonymes, voir Jules Noël et Noël (homonymie).
Jules Noël, ou Jules Achille Noël, de son vrai nom Louis Assez Noël, né à Nancy le 4 janvier 1810 et décédé à Mustapha près d'Alger en Algérie le 26 mars 1881, est un peintre paysagiste et de marines français. Il a peint sur le motif en Bretagne et en Normandie.

## Biographie
Son père, Louis Martin, natif de Sornéville (Meurthe-et-Moselle) est alors en garnison à Quimper quand il fait la connaissance de Marie-Françoise La Croix Moy, lingère originaire de Plougasnou. Il quitte l'armée pour un poste de maître d'écriture à Quimper. La famille séjourne en Gironde où Louis est instituteur, en Maine-et-Loire, et arrive à Nancy en 1808 où Louis Martin est employé à l'octroi. Louis Assez, dit Jules, nait le 4 janvier 1810. Sixième enfant, le prénom « Assez » exprime nettement la lassitude des grossesses répétées. Louis Martin s'installe à nouveau à Quimper, deux autres enfants naîtront, dont Jean François Achille, né le 20 septembre 1815. C'est ainsi que Jules Noël, refusant son prénom d'origine, entretiendra la confusion et son attachement à la Bretagne.

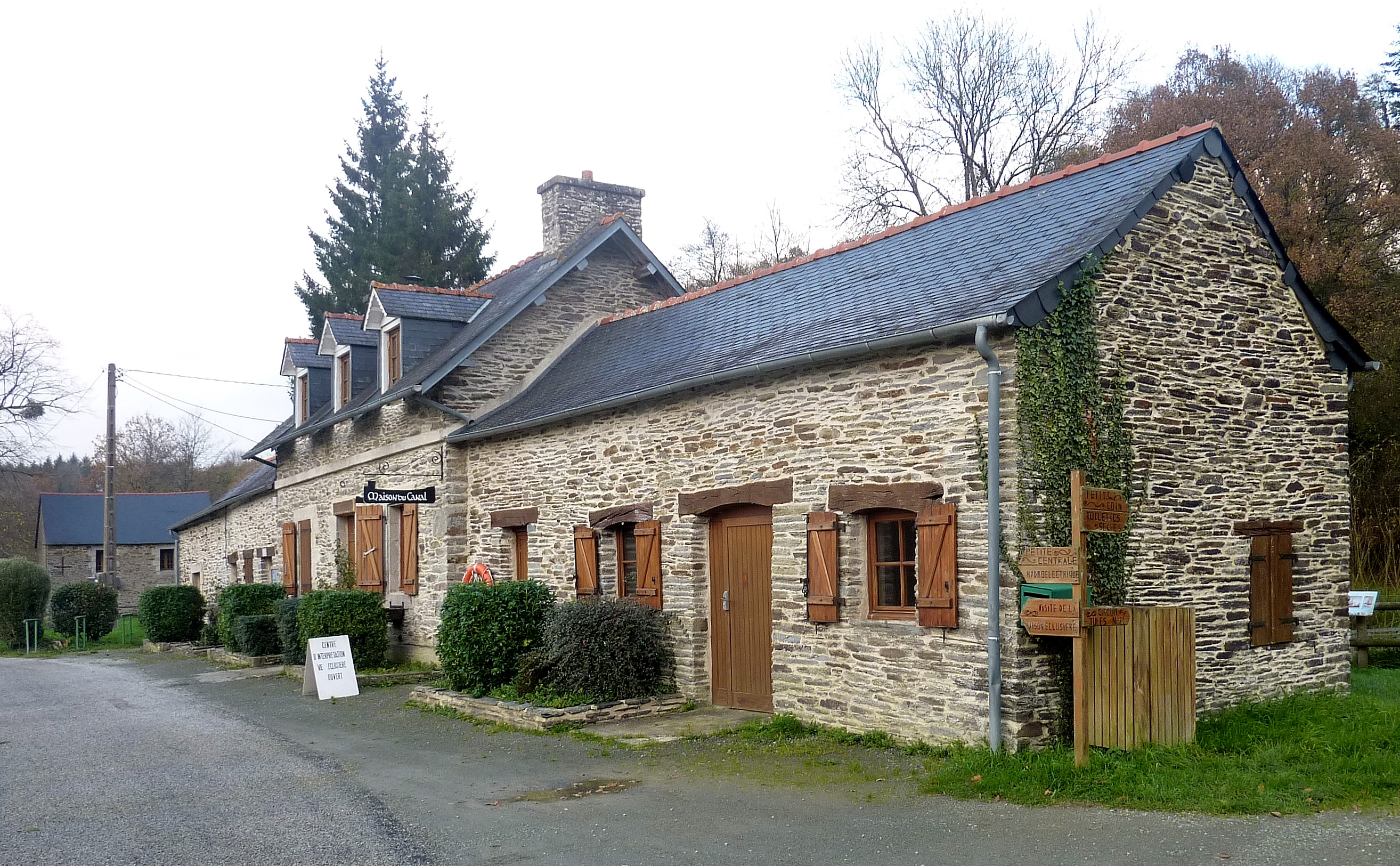
La maison éclusière de Rosvéguen (en Lennon), sur les bords du canal de Nantes à Brest, où vécut un temps dans son enfance le peintre Jules Noël.

Jules passe donc une partie de son enfance à Quimper, puis à Lennon où son père, conducteur de travaux des Ponts et Chaussées pour la construction du canal de Nantes à Brest, lui apprend le dessin. Élève de Louis-Gabriel Charioux (1775-1854), professeur de dessin à Brest, il vient à Paris, suit les cours de Jean-Victor Bertin. À la mort de son père en 1835, il revient en Bretagne pour enseigner le dessin à Saint-Pol-de-Léon. Il est ensuite titulaire d'une chaire de dessin à Lorient de 1835 à 1838. En 1836, il expose pour la première fois deux tableaux au Salon des beaux-arts de Nantes. En 1837, il épouse Adèle Cécile Constance Caris, fille d'un libraire de Lorient. C'est auprès de son beau-frère Eugène Michaux, lieutenant d'artillerie de marine, qu'il trouvera documentation et techniques de maritimes pour ses représentations minutieuses des manœuvres des voilures. De sa fréquentation assidue de Brest, il consacrera cinq tableaux majeurs de la rade et de son port.
En 1839, il s'installe à Nantes, et sa première fille, Maria-Dina, naît en 1840. Lors de la visite du duc de Nemours, à qui il présente ses carnets de dessin, il reçoit sa première commande : Sa Majesté le Duc et la Duchesse de Nemours s'embarquant en chaloupe en rade de Brest le 10 août 1843. Sur recommandation du duc, il obtient la chaire de dessin au lycée Henri-IV à Paris, où il s'installe en 1845. Il sera nommé professeur auxiliaire le 1er septembre 1847, et aura la charge des classes de 6e, 5e, 4e.
À partir de 1840, il expose dans presque tous les salons parisiens et continuera à y participer jusqu'en 1879. Au Salon de 1846, avec trois œuvres, Jules Noël s'impose comme mariniste. Et Baudelaire, commentant Souvenir de Rhodes, écrit : « M. Jules Noël a fait une fort belle marine, d'une belle et claire couleur rayonnante et gaie ». 
Pendant les vacances scolaires, il voyage en Bretagne et en Normandie pour y peindre des paysages et des marines. Il travaille dans la région de sa belle-famille entre Auray et Hennebont, mais fréquente aussi les villes portuaires de Douarnenez, Brest, Quimper, Morlaix, Roscoff et Landerneau.
Sa renommée ne cesse de croître. En 1849, il reçoit un prix d'encouragement, et il est sollicité par le ministre de l'Intérieur pour une copie d'un tableau du Louvre. Naissance de sa deuxième fille, Marie-Caroline.
En 1853, il obtient une médaille de troisième classe, mention « Paysage », et le prince de Chimay lui envoie de nouveaux élèves, et lui prête son atelier.
En 1855, il est titularisé par décision ministérielle sous le nom de Jules Noël, et nommé professeur adjoint de dessin au lycée impérial.
En 1856, il est affecté par la mort de sa mère qui l'avait soutenu. Il avait adopté très tôt le N à l'envers pour ses œuvres peintes ou dessinées, en hommage à sa mère qui signait ainsi.
En 1860, il propose à la vente de trente tableaux à l'hôtel Drouot. La vente est une réussite.

En 1861, sa femme meurt. Malgré tout, il obtient une médaille de 2e classe au Salon de Nantes.

En 1866, sa fille Maria-Dina épouse Paul Jacon, négociant.

En 1869, la Légion d'honneur, dont il avait fait la demande lui est refusée, car l'administration du lycée, croyant à une reconnaissance de professeur, et non de l'artiste-peintre, s'y était opposée. Toutefois en 1870, il reçoit les palmes d'officier d'Académie.
En 1874, Marie-Caroline, sa deuxième fille épouse Gaston Roullet, peintre.

En 1875, il séjourne au Tréport, Genève, Berne, Fribourg, Bâle. Mais les séjours notables sont Dieppe (1858-1872), Le Tréport (1870-1878), Fécamp (1866-1877).
En 1877, alors que ces journées sont bien remplies, il mène une vie débridée, tombe dans l'absinthe et perd des fortunes au jeu. Son gendre parvient à le faire interdire du cercle artistique et littéraire de la rue de Volnay. Brouillé avec lui, Jules se rapproche de sa fille aînée Maria-Dina.

Handicapé par la maladie, les pertes de mémoire et une vision diminuée, ses œuvres sont moins élaborées mais d'allure spontanées et modernes. En 1879, les difficultés financières s'ajoutant, il fait valoir ses droits à la retraite. D'abord refusée, la pension lui est accordée en 1880 après présentation de quatre certificats d'infirmité.
Il rejoint sa fille Maria-Dina et son gendre Paul Jacon à Mustapha en Algérie où il meurt le 26 mars 1881.
Le musée de Quimper, en collaboration avec le musée de Dieppe, présente la première exposition monographique consacrée à l'artiste en 2005.

## Distinctions
- Officier d'académie.

## Œuvres

### Collections publiques

#### Tableaux
- Le Bretagne, 1859, National Maritime Museum, Londres
- Le duc et la duchesse de Nemours s'embarquant en chaloupe en rade de Brest le 30 août 1843, 1843, château de Versailles
- Musée des Beaux-Arts de Quimper :
  - Allée de châtaigniers, vers 1860-1870,
  - Le Marché de Hennebont, 1870 [2],
  - Quatre études de marines, 1859, 38,2 cm × 54,7 cm [3],
  - Arrivée d'une diligence au Tréport, 1878, 55,5 cm × 82,5 cm [4].
- musée des Beaux-Arts de Brest :
  - Le port de Brest, 1864, papier marouflé sur toile, 155 x 255 cm[5],
  - Brest, embarcadère de Recouvrance, 1844, lithographie aquarellée sur papier,
  - La Grève de Porstein depuis le Cours Dajot, vers 1850, crayon sur papier,
  - La Penfeld, vers 1850, crayon sur papier,
  - Brest, le repos ("les bagnes"), 1844, crayon sur papier,
  - L'accouplement et le ferrage au bagne ("les bagnes"), 1844, crayon sur papier,
  - Les Deux Bourreaux ("les bagnes"), 1844, crayon sur papier,
  - Épicier, salle du bagne ("les bagnes"), 1844, crayon sur papier.
- musée des Beaux-Arts de Vannes :
  - Falaises de Quiberon, 1863,
  - Marine, 1877 [6].
- Palais des Beaux-Arts de Lille :
  - Marine, 1864,
  - Bateau par mer agitée près des côtes, 1864, huile sur toile.
- Musée des Pêcheries, Fécamp :
  - La Vallée de la Touques en Normandie (Salon de 1852, dépôt du FNAC), 1852,
  - Crinolines sur la plage de Fécamp, 1871,
  - Fécamp, le port, 1875
- Le Rémouleur à Morlaix, vers 1868, musée des Jacobins, Morlaix.
- Bateaux dans le port de Landerneau, 1868-1869, collection municipale muséographique, Landerneau.
- Vue de Brest, vers 1874, musée des Beaux-Arts de Bernay.

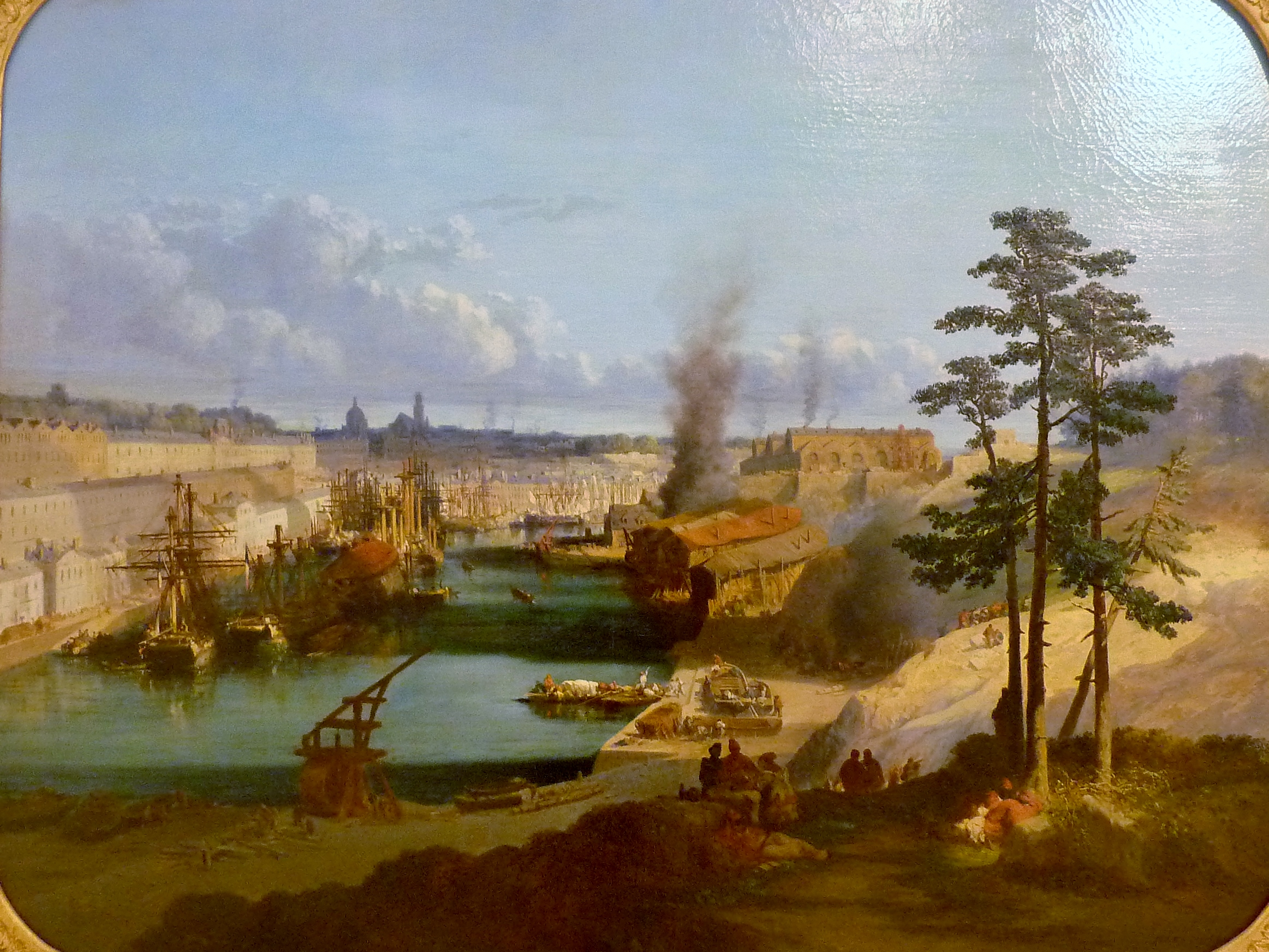
Le Port de Brest (1846, musée des Beaux-Arts de Quimper).
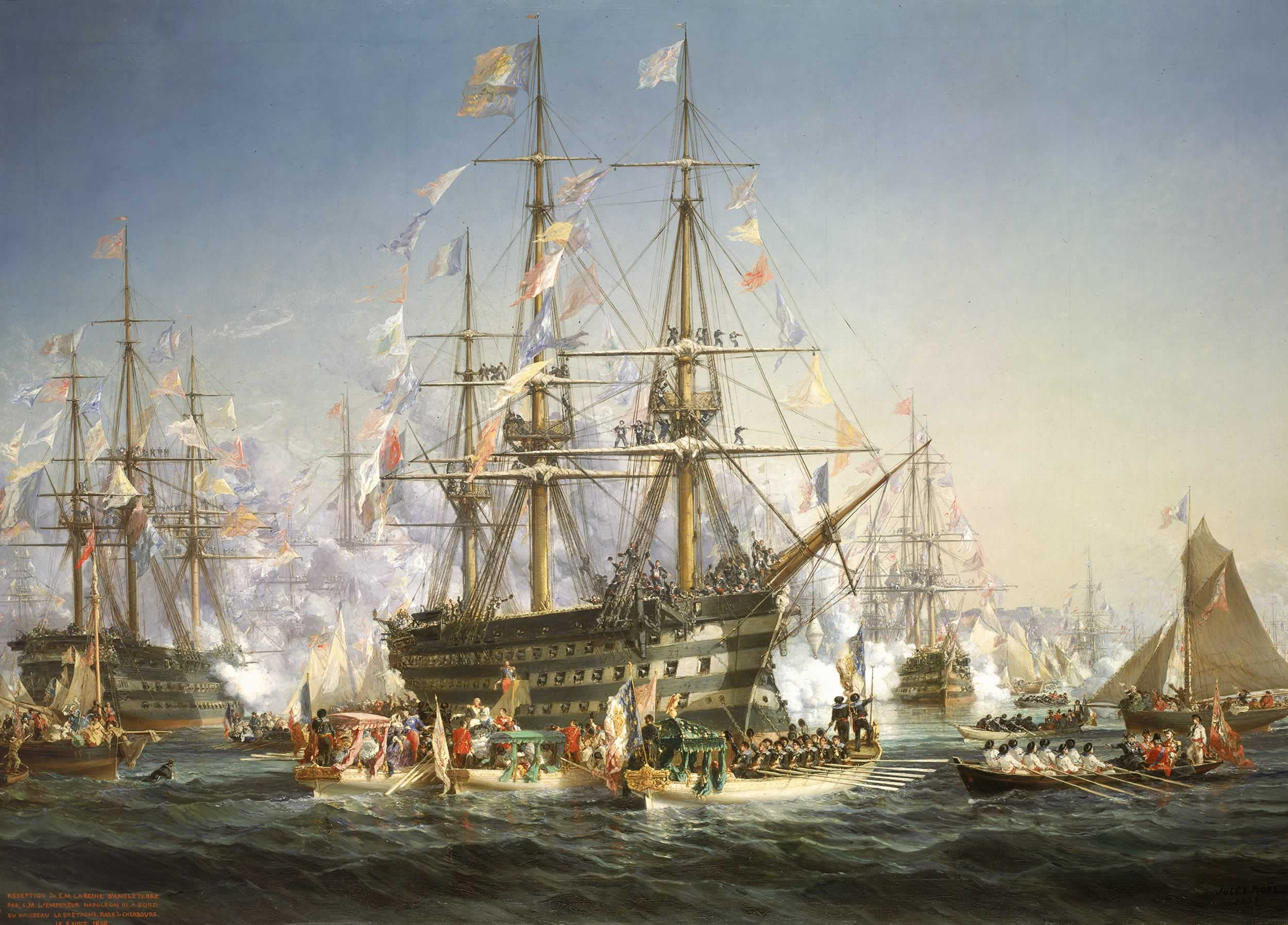
Le Bretagne, 1859, National Maritime Museum, Londres.
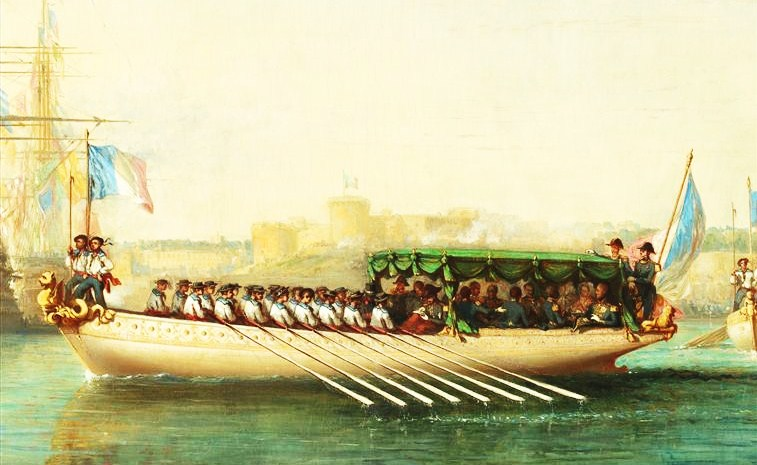
Le duc et la duchesse de Nemours s'embarquant en chaloupe en rade de Brest le 30 août 1843, 1843, châteaux de Versailles et de Trianon.
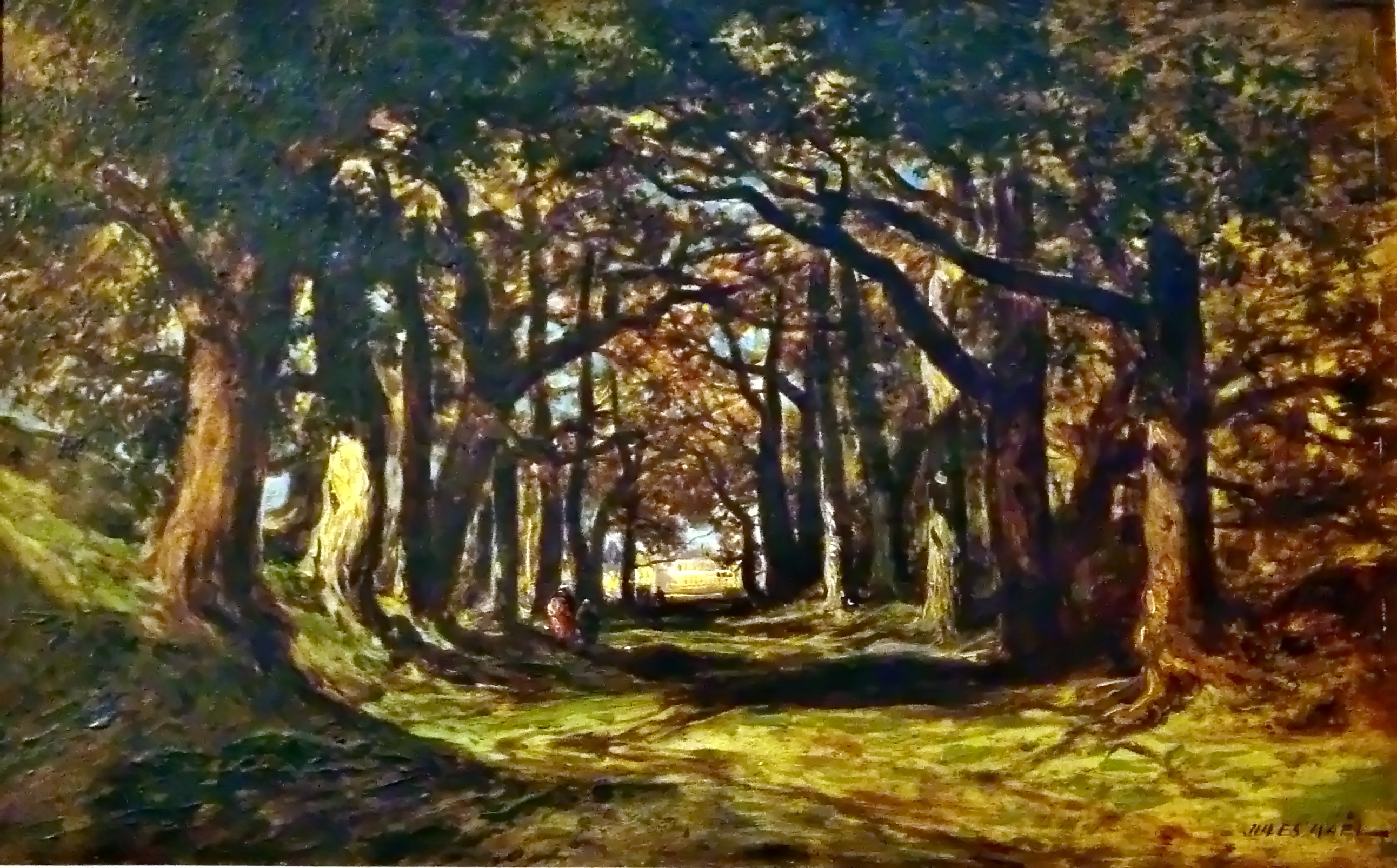
Allée de châtaigniers (vers 1865-1870, musée des beaux-arts de Quimper).
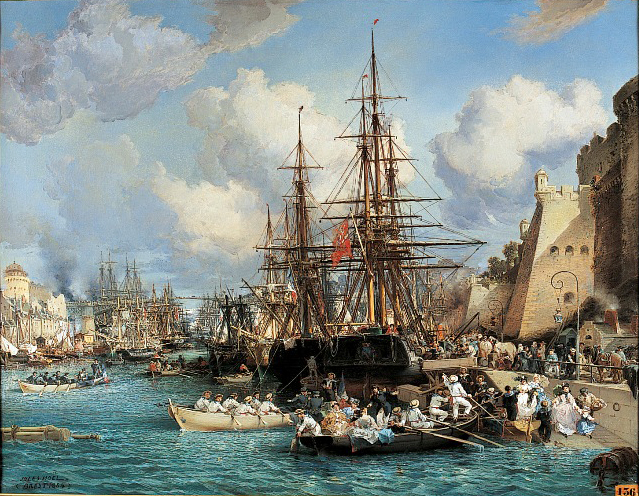
Port de Brest (1864, musée des Beaux-Arts de Brest).
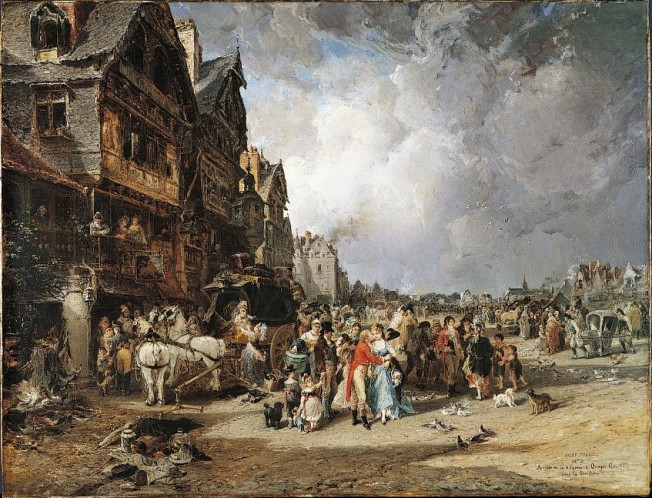
L'Arrivée de la diligence à Quimper-Corentin sous le Directoire (1873, musée des Beaux-Arts de Quimper).
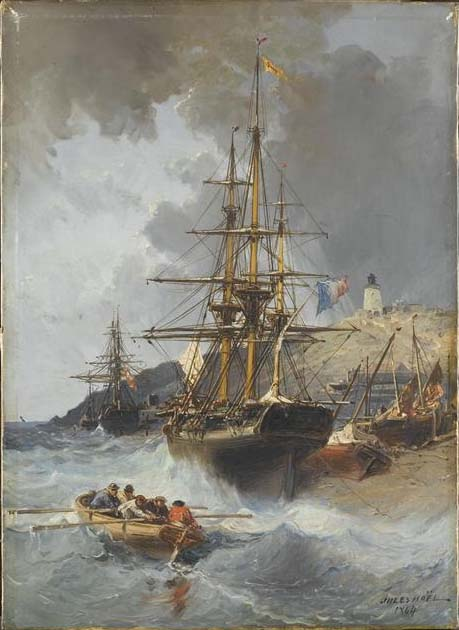
Marine, 1864, palais des Beaux-Arts de Lille.
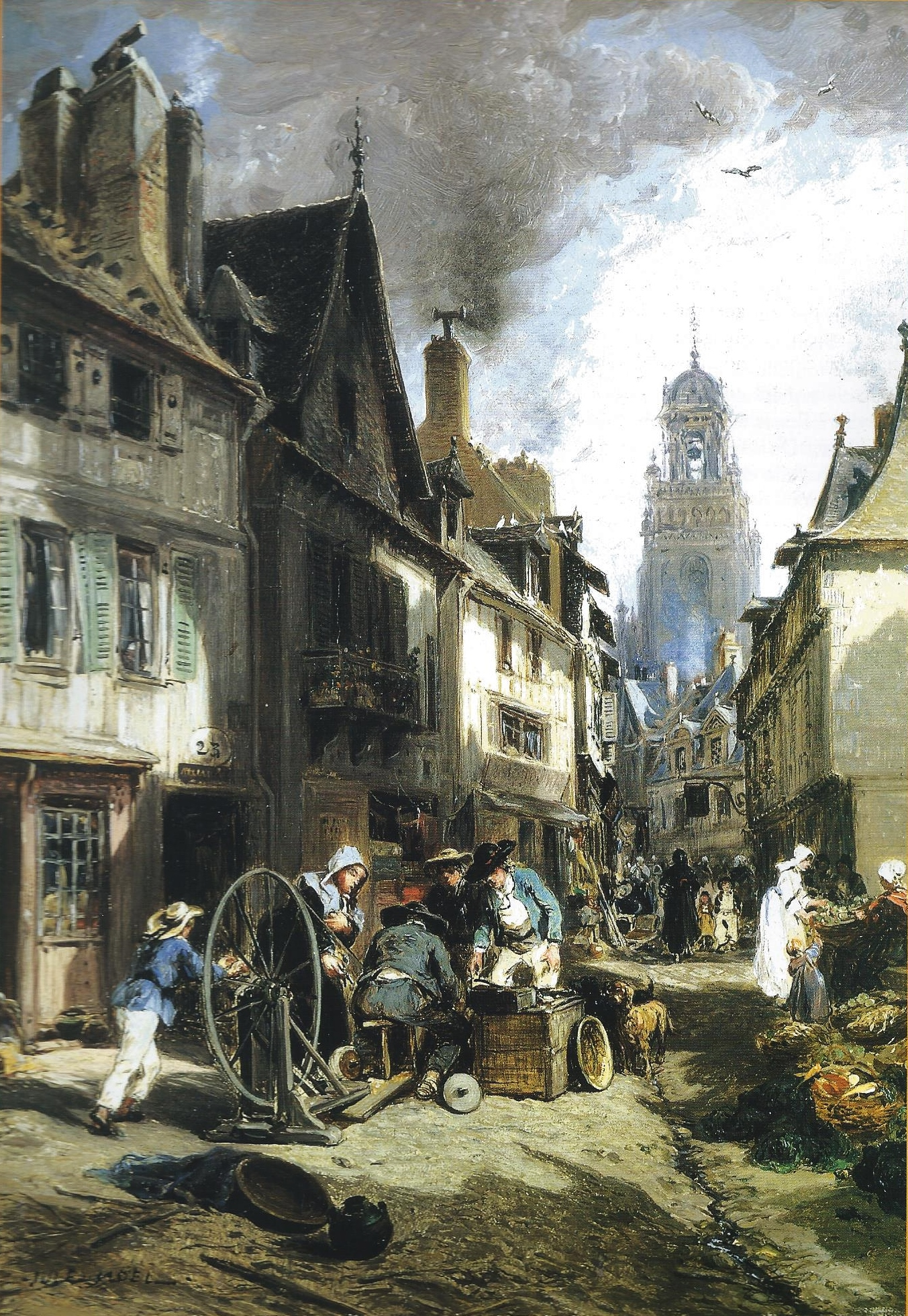
Le Rémouleur à Morlaix, vers 1868.
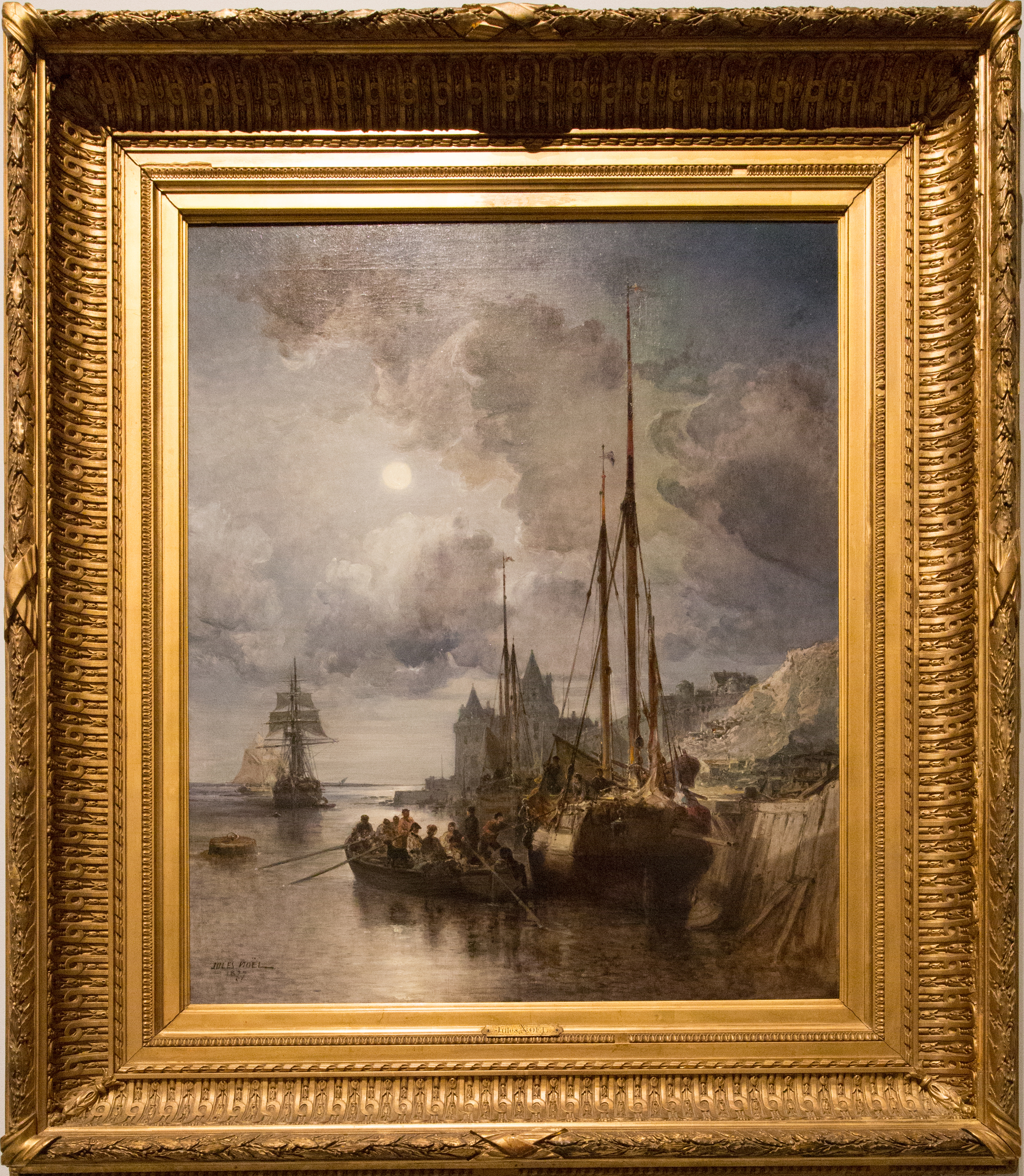
Marine, huile sur toile, 1877, musée des Beaux-Arts de Vannes.
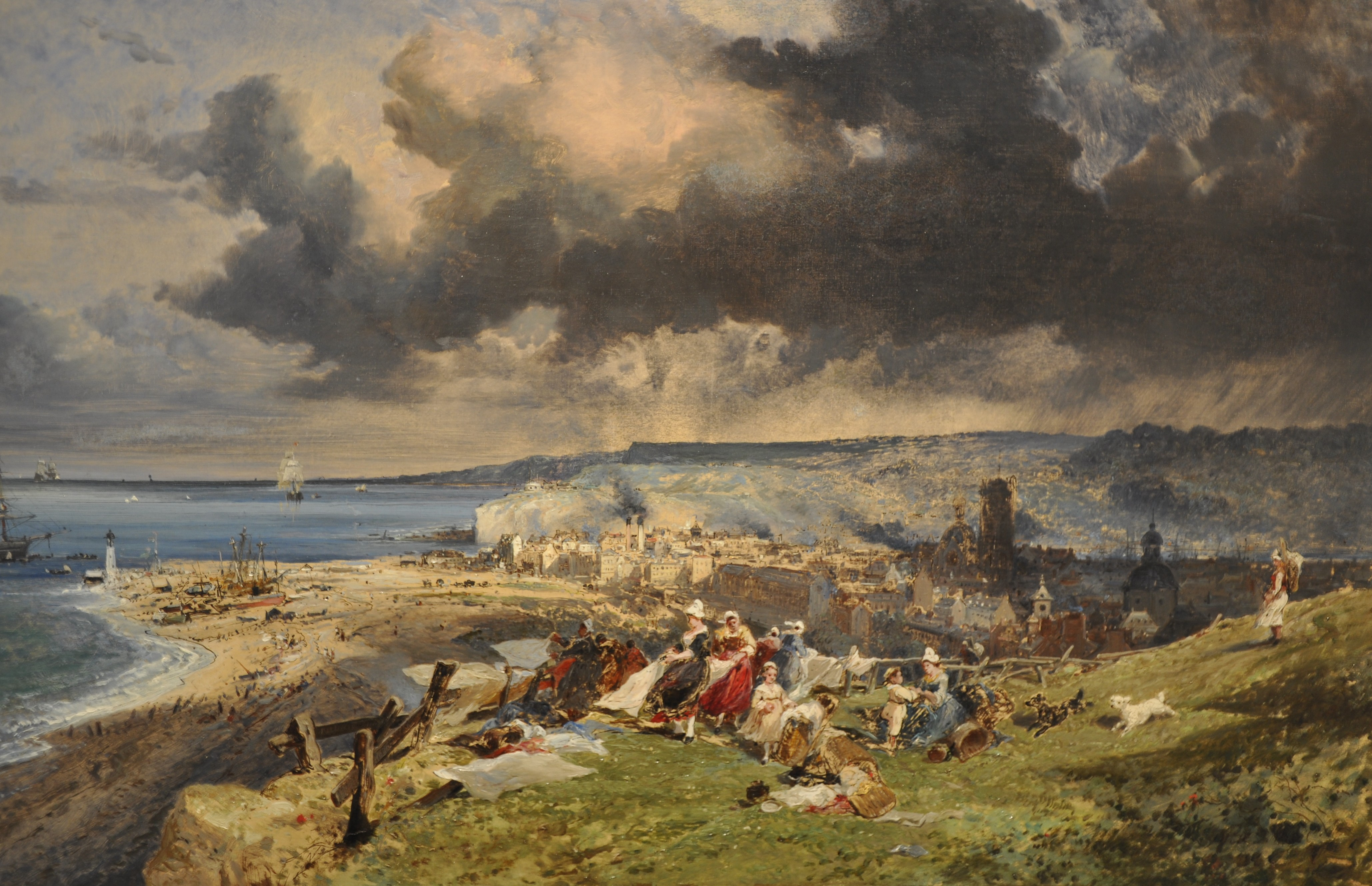
Panorama de la ville de Dieppe, 1865, château de Dieppe.
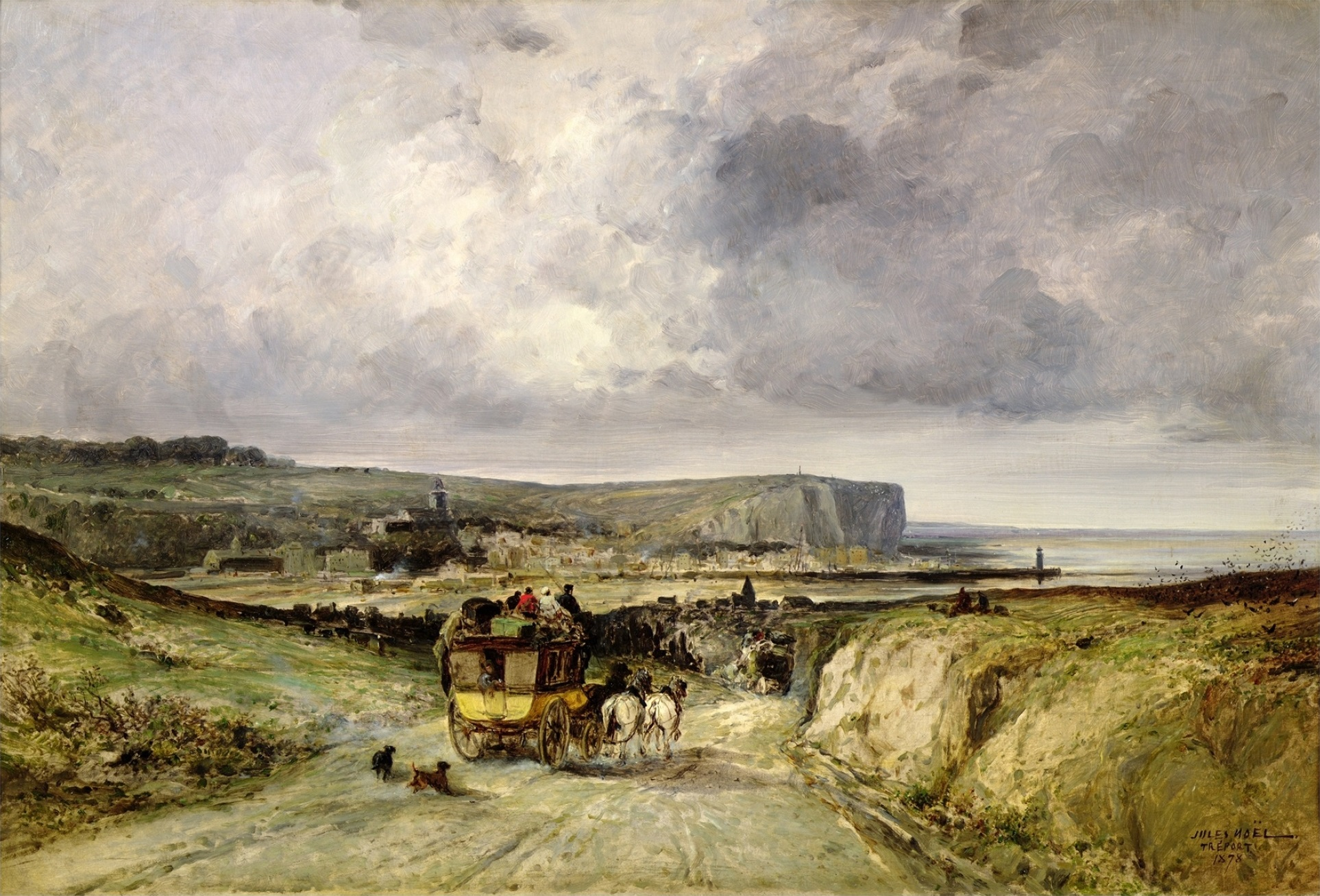
Arrivée d'une diligence au Tréport, 1878.
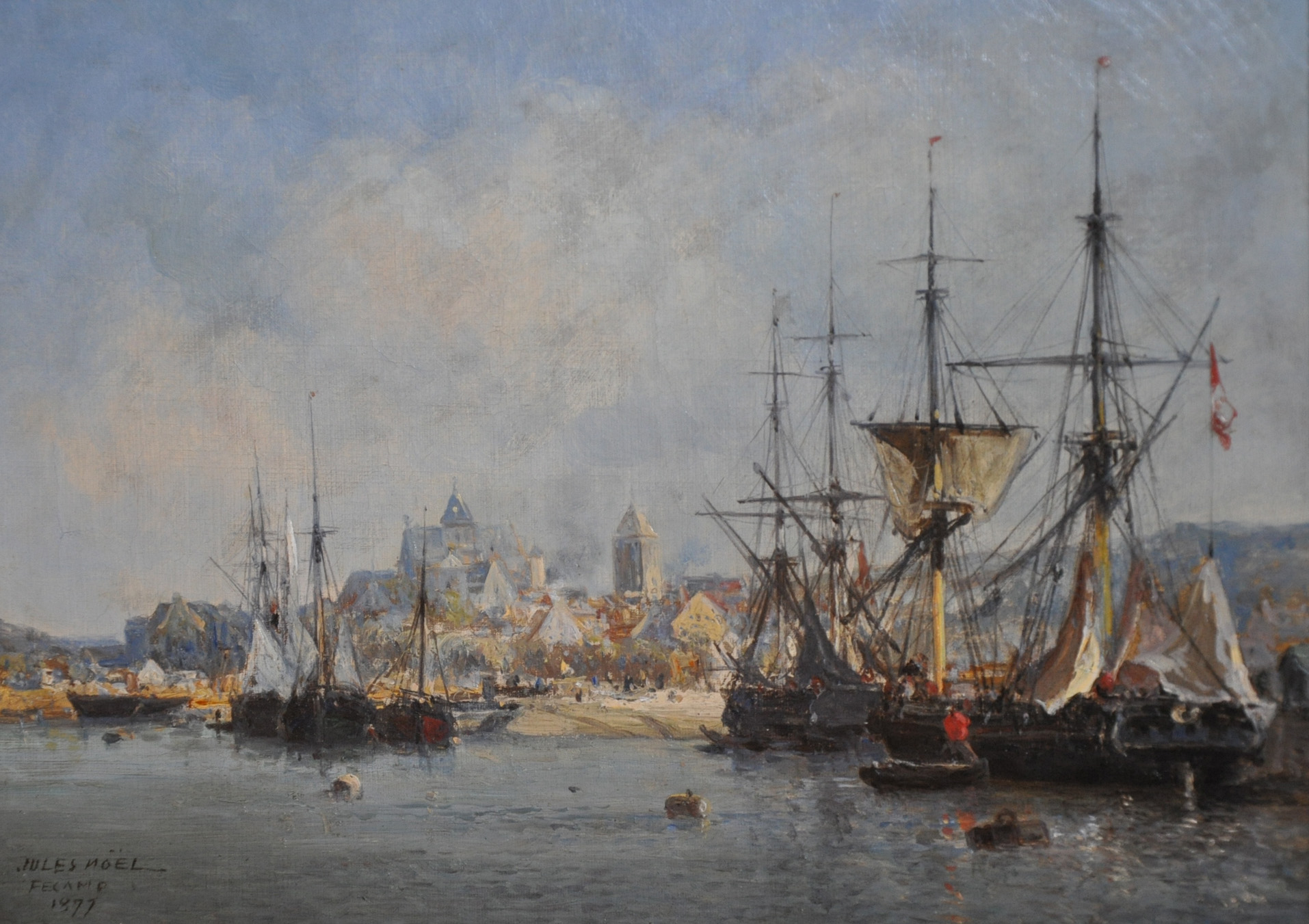
Le Port de Fécamp, 1877, musée municipal Frédéric-Blandin.

### Dessins dubagne de Brest

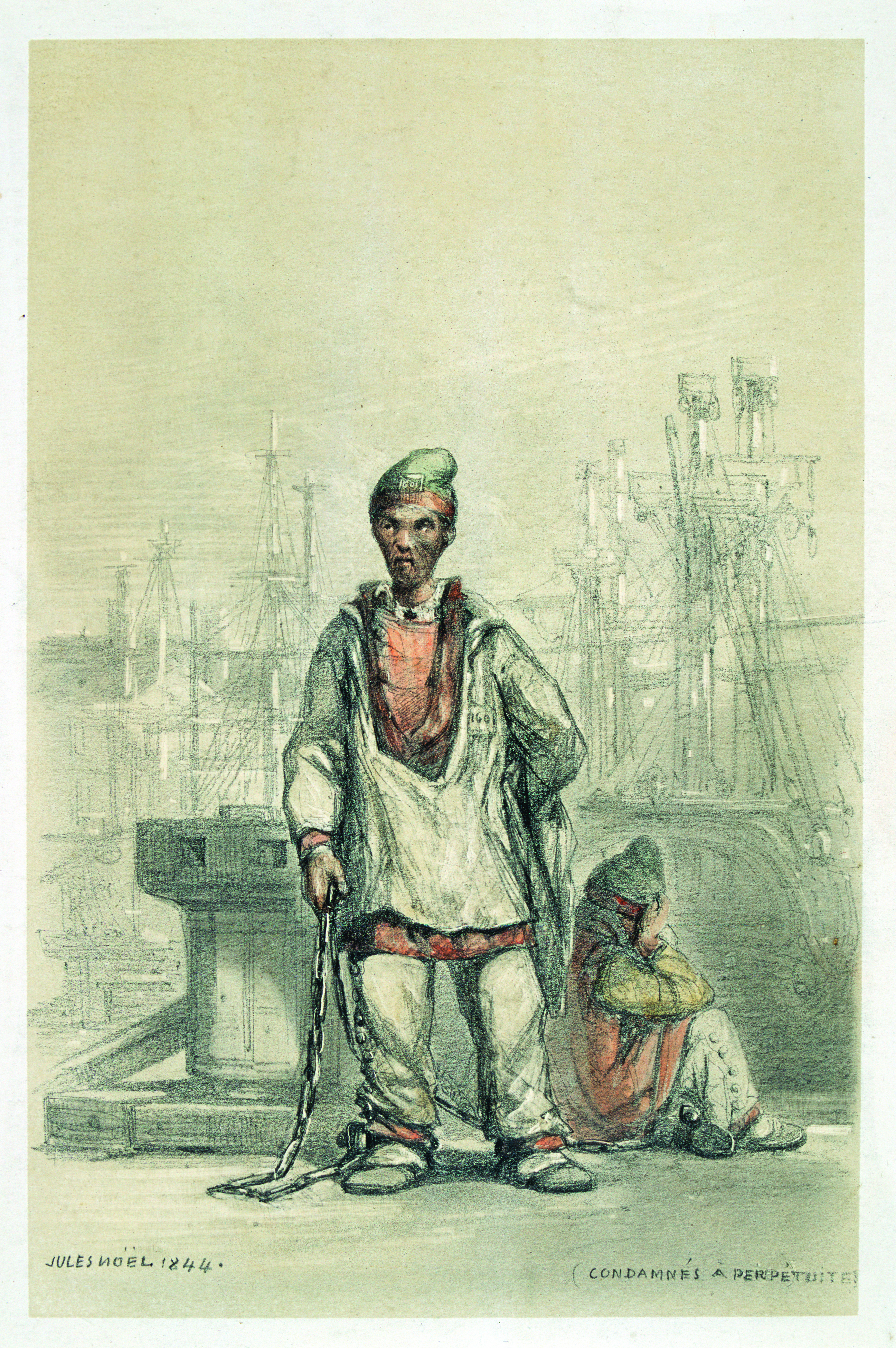
Bagnards du bagne de Brest : condamnés à perpétuité (dessin, 1844)
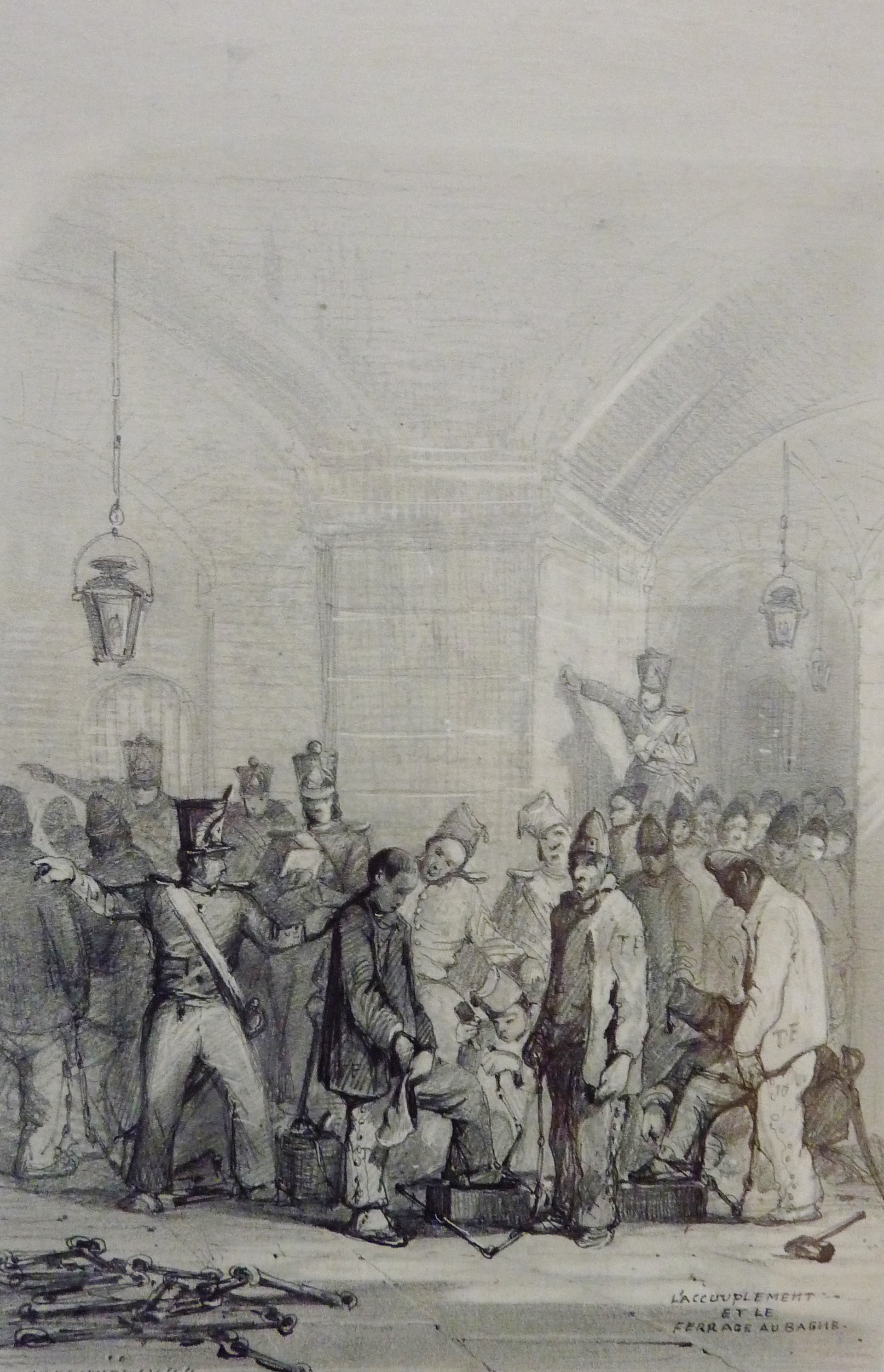
Bagnards du bagne de Brest : l'accouplement (dessin, 1844)
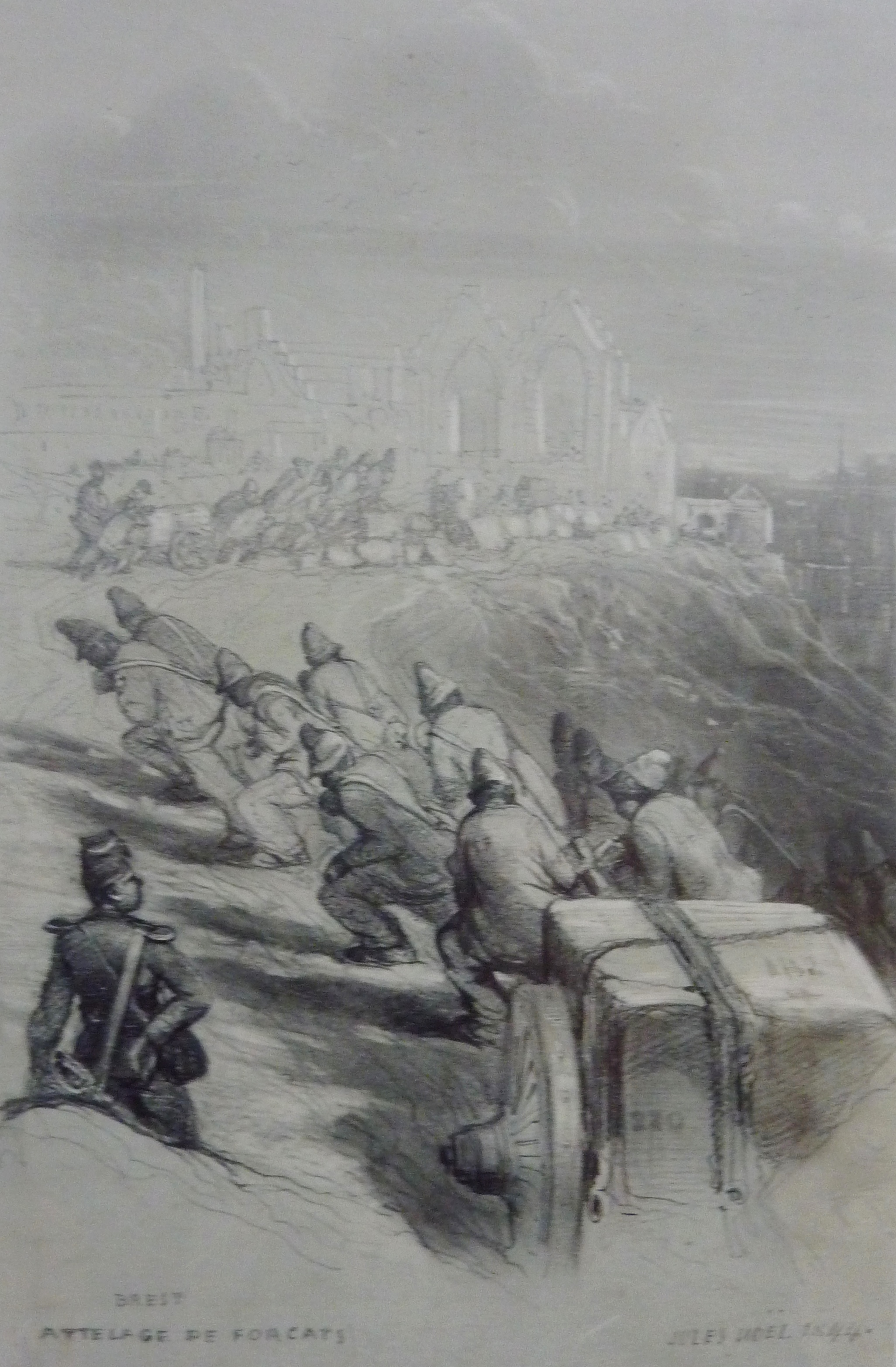
Bagnards du bagne de Brest : attelage de forçats (dessin, 1844)
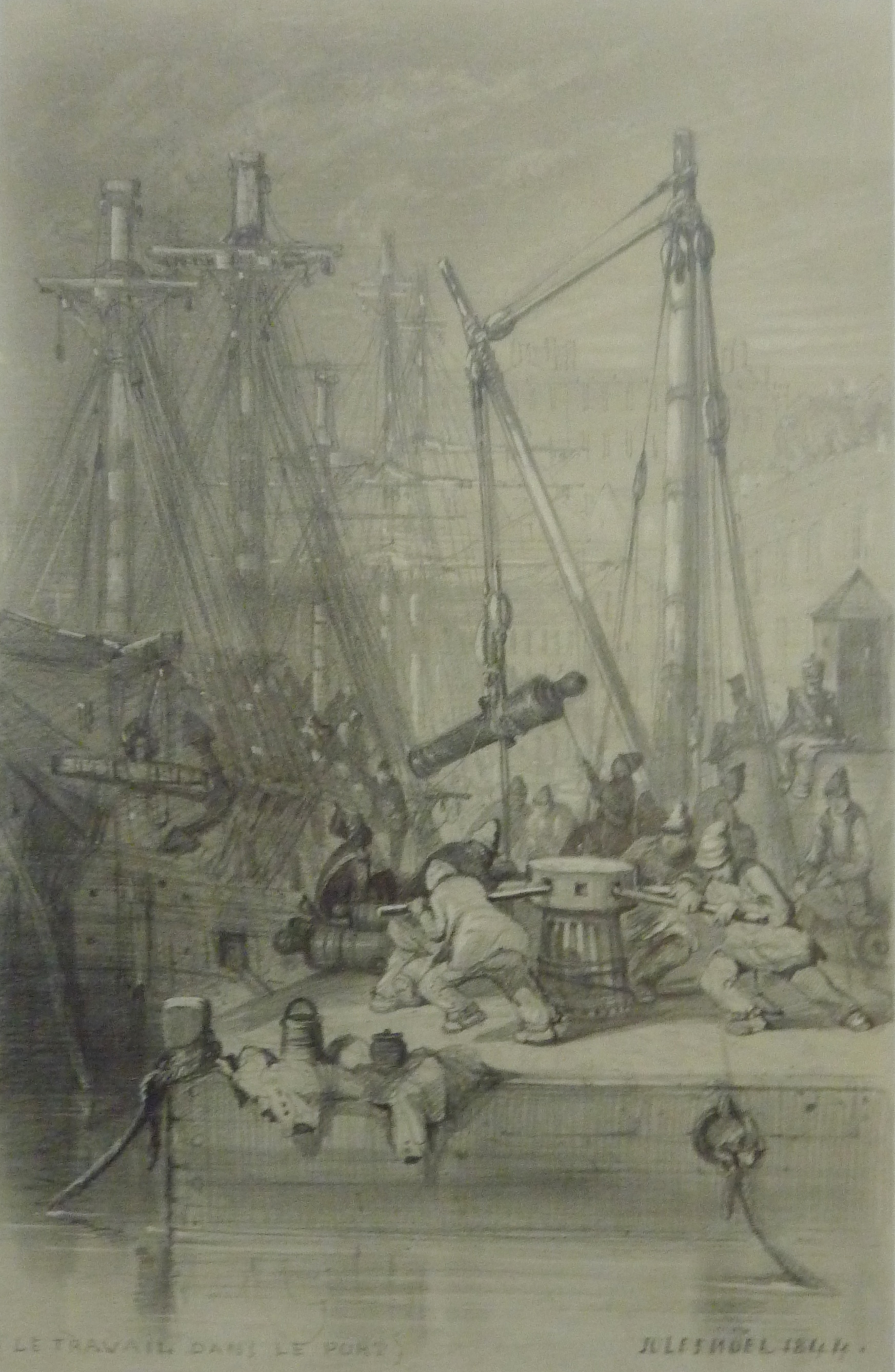
Bagnards du bagne de Brest : le travail dans le port (dessin, 1844)
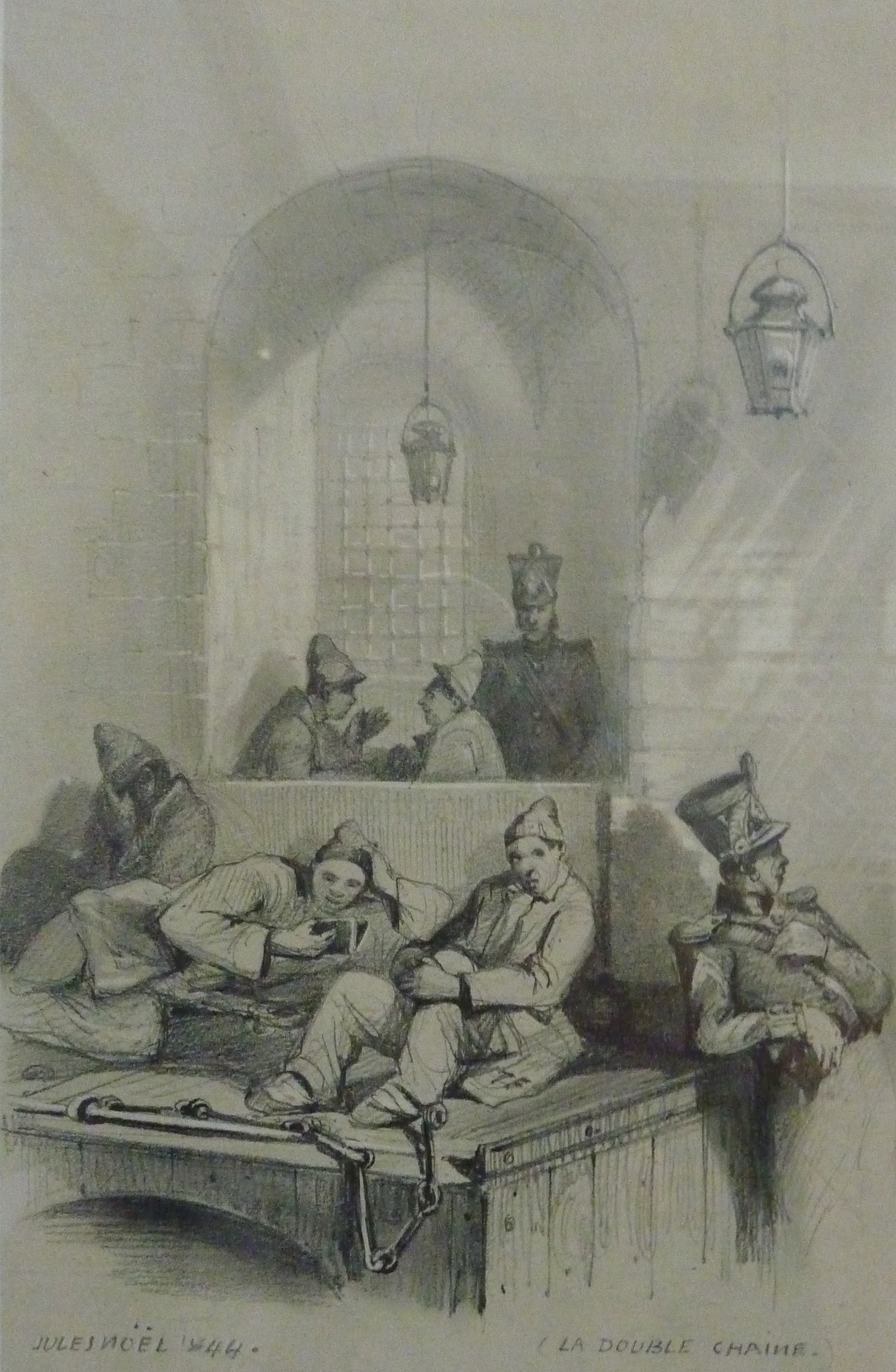
Bagnards du bagne de Brest : la double chaîne (dessin, 1844)
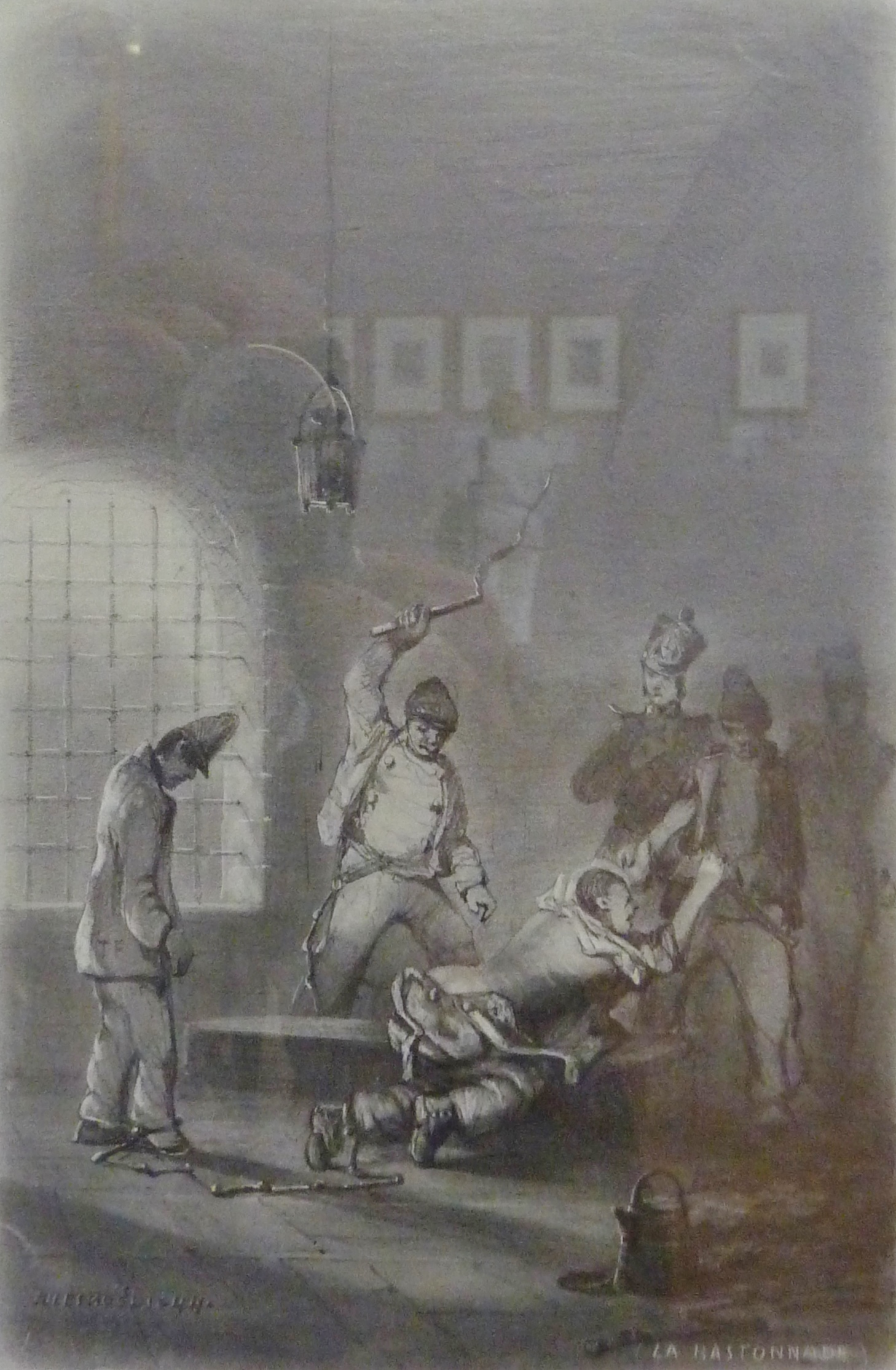
Bagnards du bagne de Brest : la bastonnade (dessin, 1844)
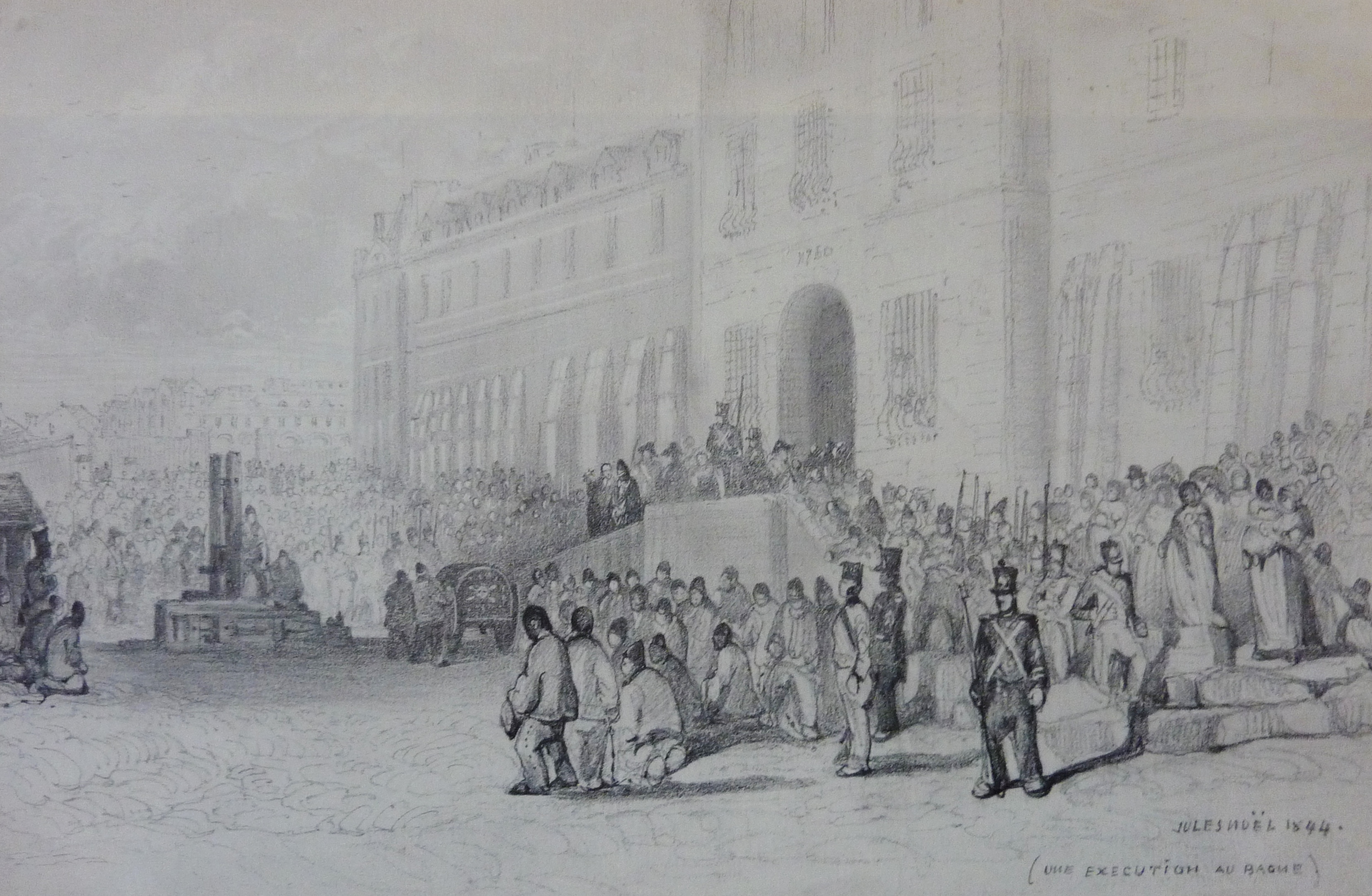
Bagnards du bagne de Brest : une exécution au bagne (dessin, 1844)
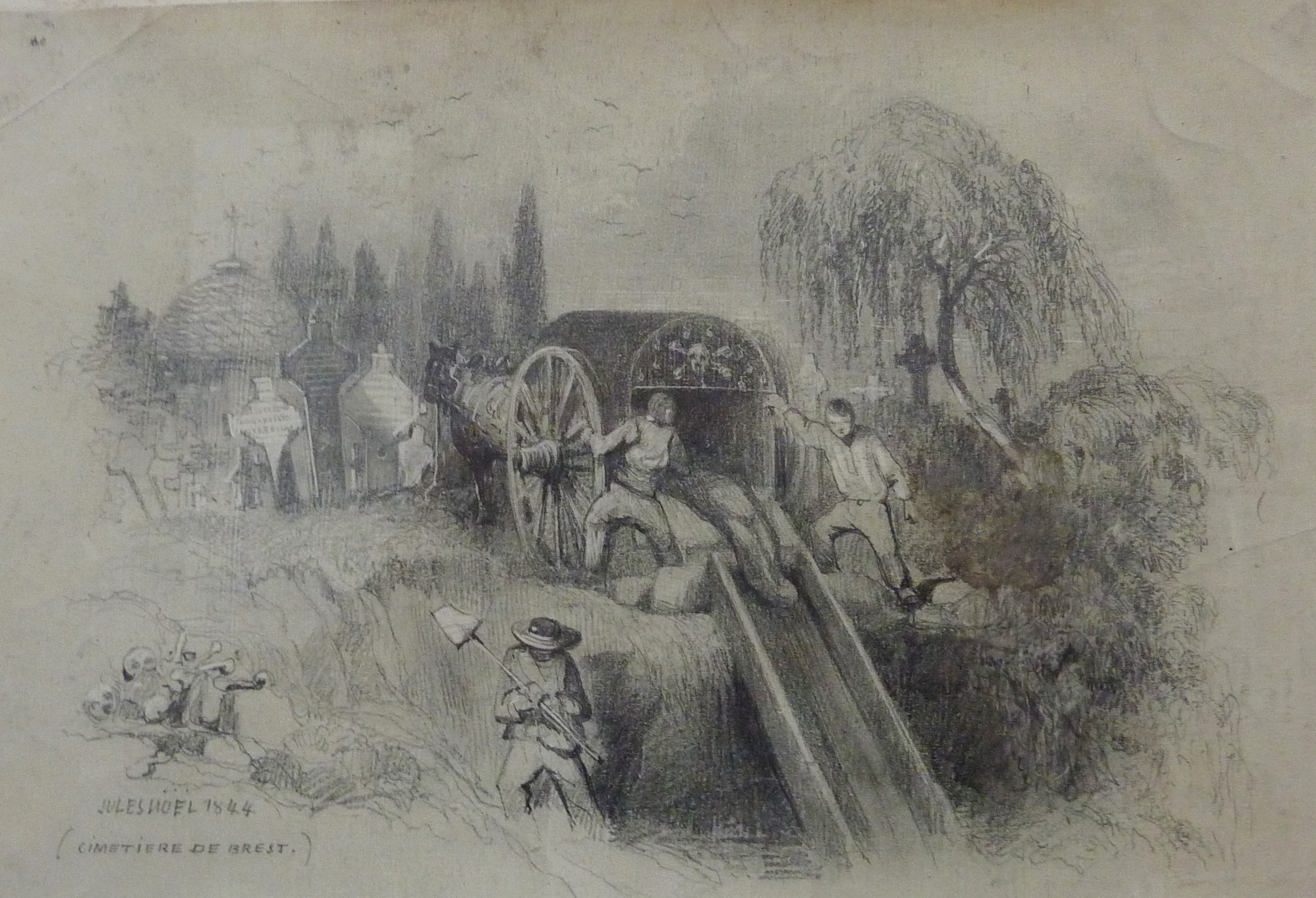
Bagnards du bagne de Brest : un enterrement au cimetière de Brest (dessin, 1844)

### Gravures
Jules Noël a aussi fait des gravures pour illustrer des livres, notamment pour le livre de Zurcher & Margollé Les Naufrages célèbres publié en 1877.

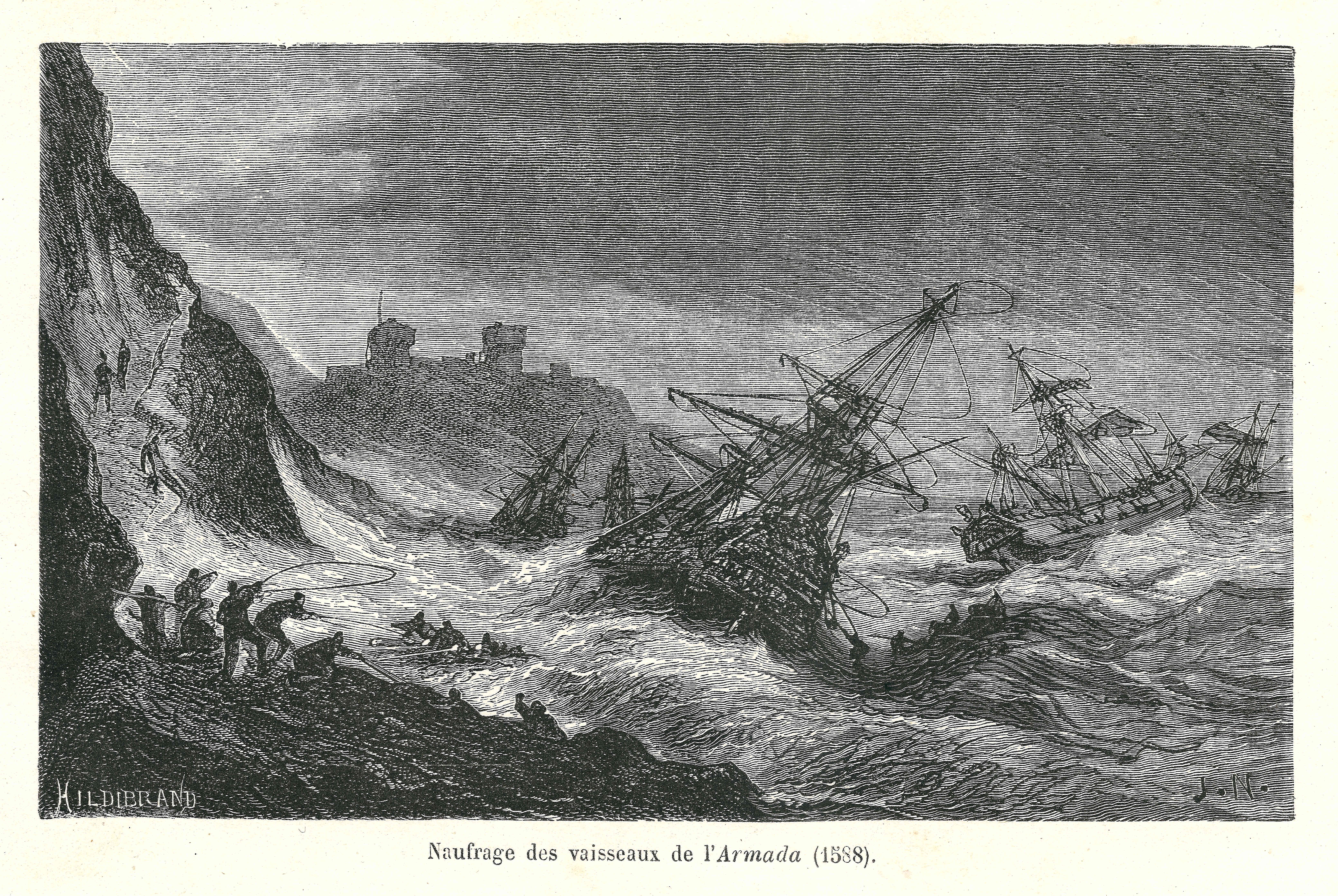
Naufrage de l'Invincible Armada en 1588 (gravure, 1877).
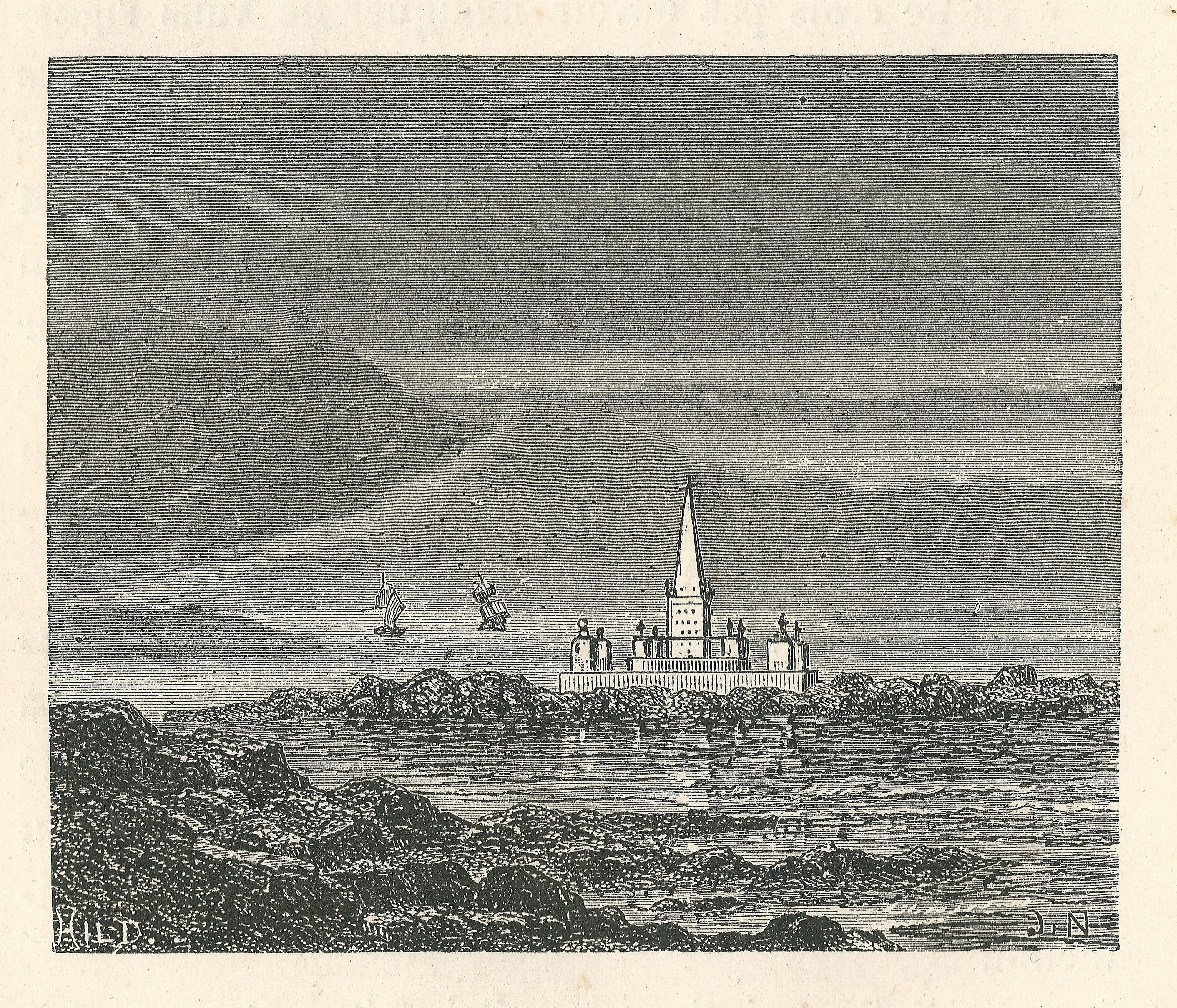
Monument commémoratif du naufrage de la Sémillante (1873, gravure).
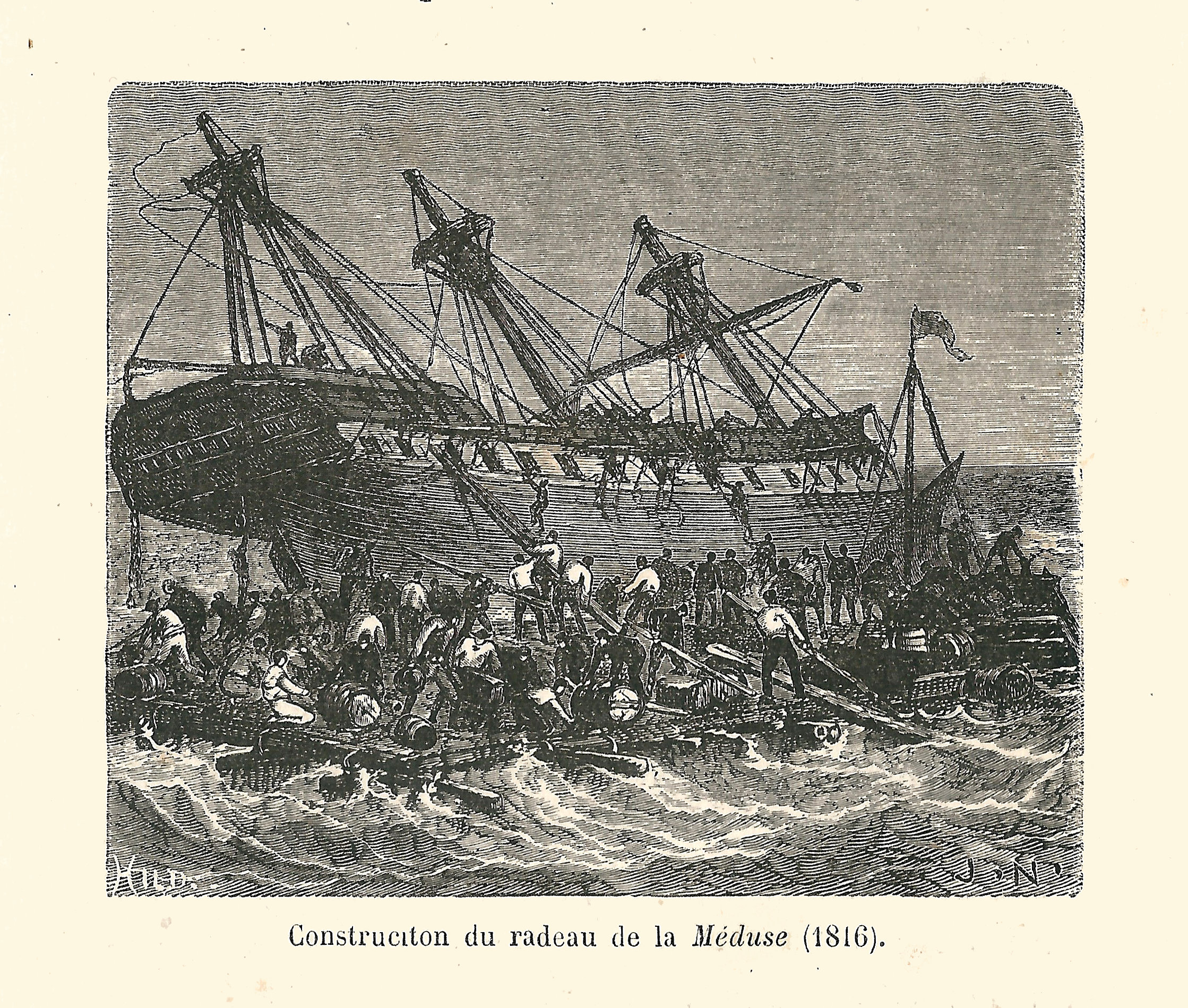
Construction du radeau de La Méduse (1816) (gravure, 1877).
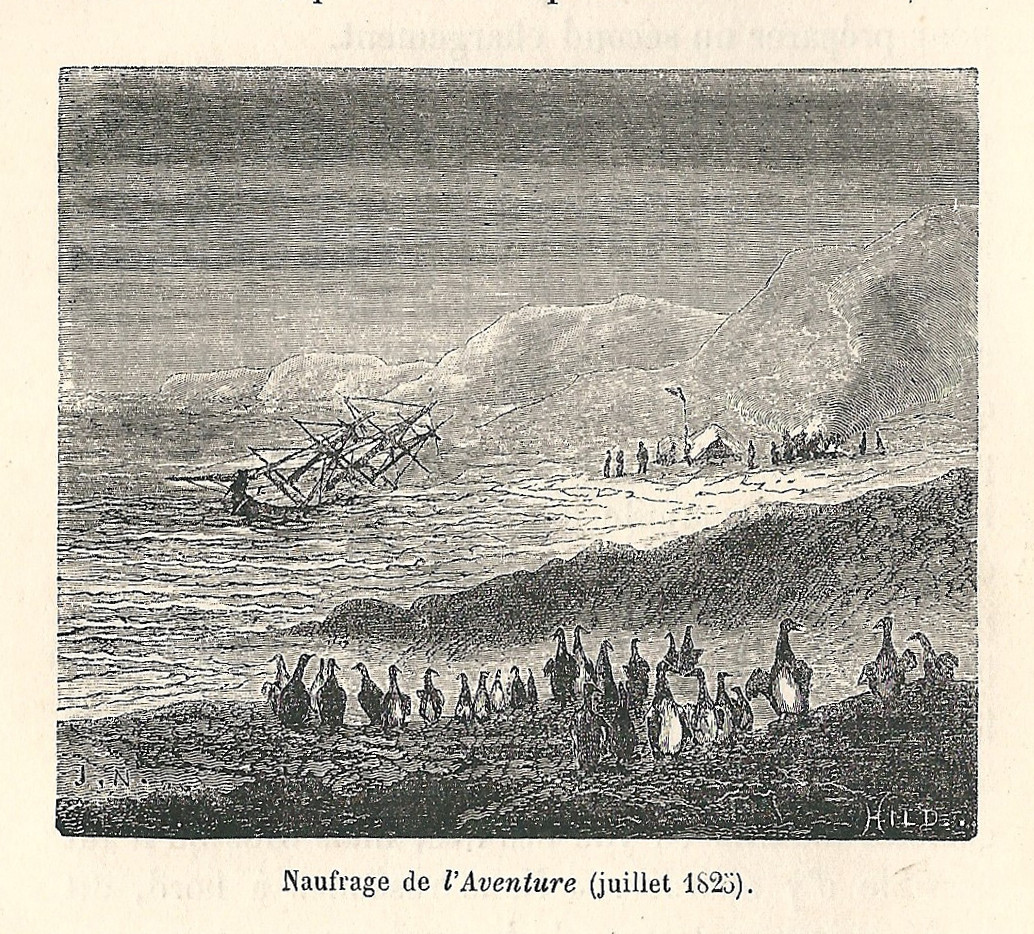
Naufrage de l'Aventure en juillet 1825 (gravure, 1877).
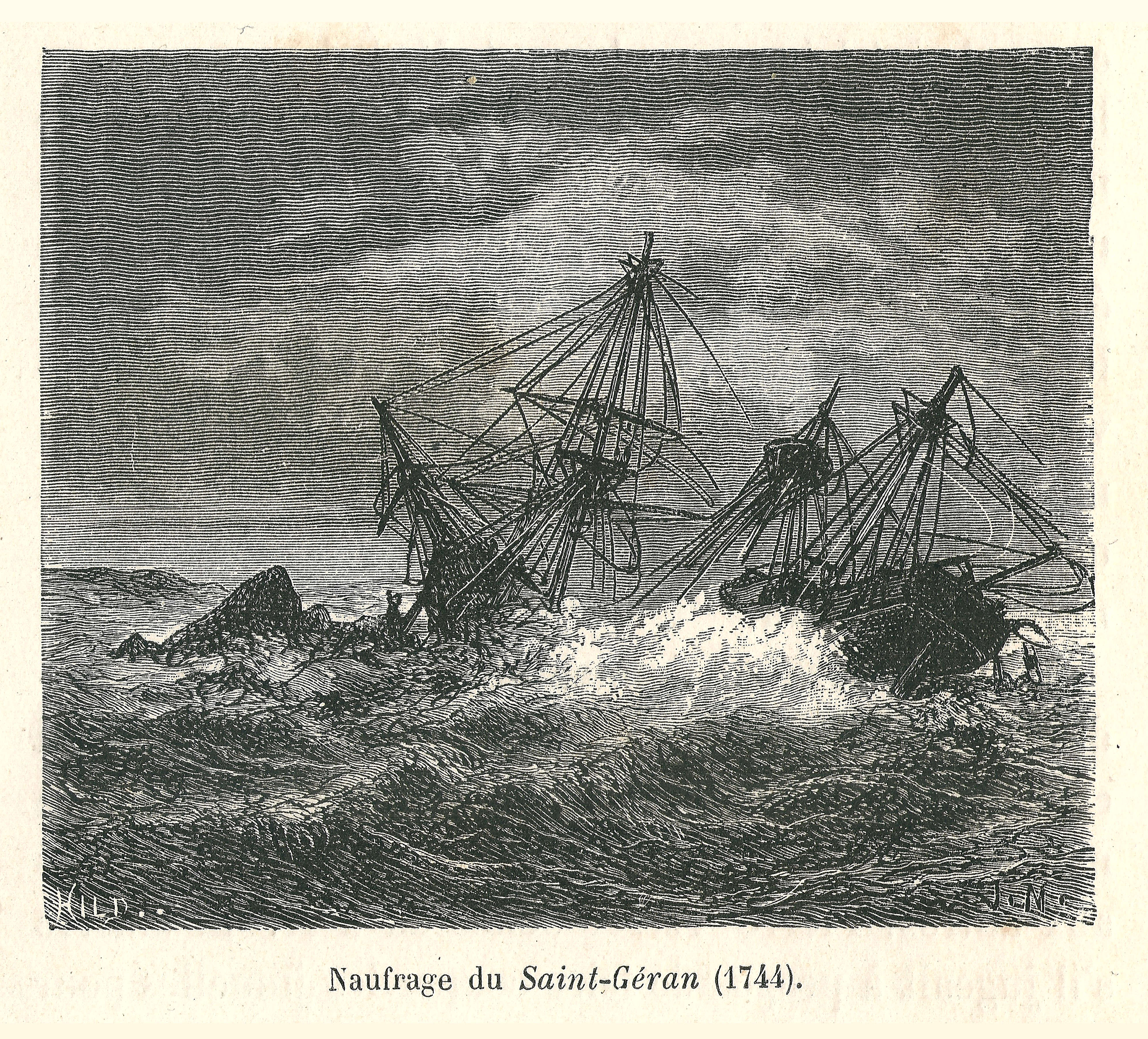
Naufrage du Saint-Géran (1744) (gravure, 1877).

### Collections particulières
- Douarnenez, clair de lune sur le port, sans date - vendu 19 100 € à Brest en juillet 2012[7],[8]
- Lavandières et bateaux de pêche en Normandie, sans date - huile sur toile, signé en bas à gauche, 38 × 46 cm (vente Deburaux, Barbizon, le 3 juin 2007, lot n° 196, p. 91 du catalogue : « L'école de Barbizon »)[9]

## Expositions
- Le Salon
  - 1840 - Première participation au Salon
  - 1879 - Dernière participation au Salon
- 1974, Exposition au Palais des Arts et de la Culture (Brest), L'art et la mer[5].
- 2005, 14 juillet - 9 octobre, Jules Noël, exposition au musée des beaux-arts de Quimper, commissaire André Cariou, exposition présentée ensuite au Musée-château de Dieppe. Le livre des éditions Palantines (André Cariou - Michel Rodrigue) sert de catalogue.

## Élèves
- Gaston Béthune
- Marie-Thérèse Dethan-Roullet
- Albert Lynch
- Albert Maignan
- Auguste Louis Duthoya (1831-1882)
- Gustan Le Sénéchal de Kerdréoret
- Gaston Roullet (1847-1925)
- Charles Wislin
- Auguste Ballin
- Charles Bartholony
- Gaston Bruelle
- Théodore de Broutelles
- Félix Buhot
- François de Chanterac
- Adolphe Guillon
- François Destappe
- Eugène Évrard
- Pierre-Eugène Grandsire
- Tancrède Abraham
- Edme-Émile Laborne
- Auguste Louvrier de Lajolais